# Summer time cruisin'
「Summer time cruisin'」（サマー・タイム・クルージン）は、COLORの3枚目のシングル。2005年8月24日に発売。

## 概要
「CD」「CD+DVD」の2形態で発売。
カップリングの「夢で逢えたら」は、吉田美奈子の曲をカバーしたもので、鈴木雅之が参加している。

## 収録曲
CD
1. Summer time cruisin'
  - 作詞・作曲：ATSUSHI 編曲：STY
2. 夢で逢えたら feat. 鈴木雅之
  - 作詞・作曲：大瀧詠一
3. What about us?
  - 作詞：COLOR 作曲：STY
4. Summer time cruisin' (Instrumental)

DVD
1. Summer time cruisin’ (VIDEO CLIP)